# Карбышев, Дмитрий Михайлович

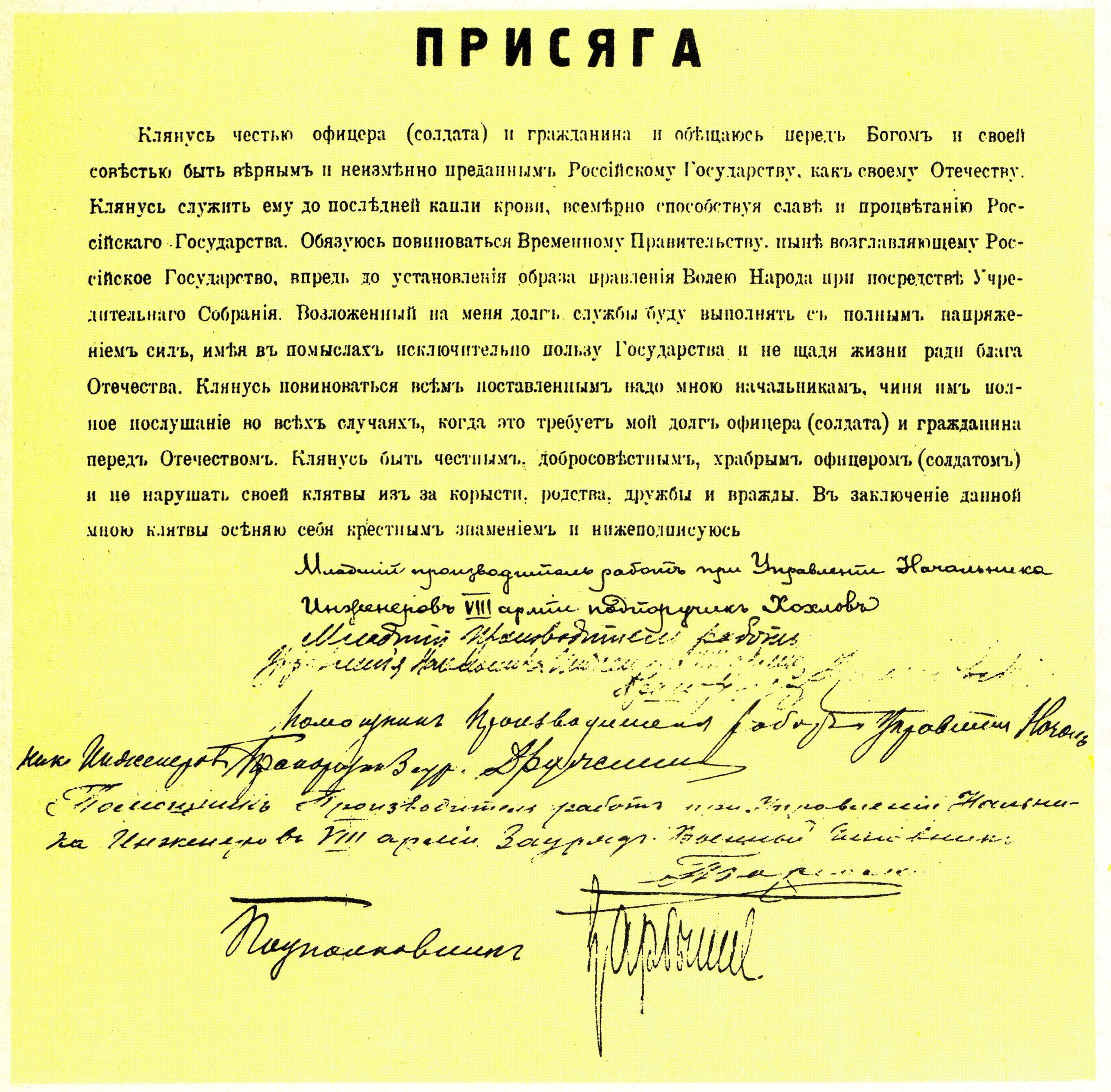
Переприсяга Карбышева Временному правительству. 1917 год.

Дми́трий Миха́йлович Ка́рбышев (14 (26) октября 1880, Омск, Российская империя — 18 февраля 1945, Маутхаузен, нацистская Германия, ныне Австрия) — русский и советский фортификатор, крупнейший советский учёный — военный инженер. Генерал-лейтенант инженерных войск (1940). Доктор военных наук (1941), профессор (1938) Академии Генерального штаба РККА. Член ВКП(б) (1940). Герой Советского Союза (1946, посмертно). Выпускник Омского кадетского корпуса.

## Биография

### Детство, юность, начало военной службы
Дмитрий Михайлович Карбышев родился 14 (26) октября 1880 года в Омске в семье кряшенов: выпускника Сибирского кадетского корпуса, ветерана Крымской войны, военного чиновника Михаила Ильича Карбышева (1829—1892) и дочери коллежского советника из богатых омских купцов второй гильдии Лузгиных Александры Ефимовны Лузгиной. Отец из родовых сибирских казаков — потомственных дворян Карбышевых станицы Омской. За военную службу отец был награждён орденами Станислава, Анны III степени, медалями. Когда старший сын достиг школьного возраста, Михаил Ильич по болезни уволился с действительной военной службы и перебрался с семьёй в Омск служить военным чиновником Сибирского казачьего войска. У него было четверо сыновей и две дочери (Дмитрий — самый младший из детей). Михаил Ильич был вначале помощником бухгалтера в Омске, а затем стал смотрителем Карасукских соляных озёр: занимался промыслом в степях, добывал соль, вёл геологическую разведку. Увлёкся фотографией. Старшие дети учились: Владимир — в Омской мужской гимназии, дочери Софья и Евгения — в женской, а Михаил и Сергей — в Сибирском кадетском корпусе. Младшему Дмитрию было 4 года, когда старший брат окончил с отличием гимназию. Владимир мечтал быть врачом. Когда Митя тяжело заболел оспой, брат выходил его. Благодаря высокообразованной матери Дмитрий с младенчества одинаково хорошо говорил без акцента и думал на литературных русском, татарском, французском и немецком языках. Двенадцатилетним остался без отца, скончавшегося в 1892 году. Детей воспитывала болезненная мать, почти не выходившая из дома. Дмитрий же пропадал на улице, где проявил качества лидера: под его руководством казачата строили крепости (зимой из снега, в другое время из земли) и штурмовали их.
Ранее старшего из братьев Карбышевых, Владимира, направили по стипендии правления Сибирского казачьего войска учиться на медицинском факультете Казанского университета. В 1887 году его арестовали за участие в студенческом революционном движении (его рукой было написано воззвание по случаю попытки покушения А. И. Ульянова и его группы на царя). Последовало заключение в тюрьму, исключение из университета. Недоучившегося врача определили рядовым казаком в третий конный полк Сибирского казачьего войска. Но через два года как тяжело больной туберкулёзом был освобождён, вернулся домой. Умер в профилактическом заключении до суда во время визита в Омск наследника престола в начале 90-х годов XIX в.
Двоюродный брат будущего генерала (сын сестры отца — тёти Веры) Александр Дмитриевич Шайтанов тоже ранее активно участвовал в революционном движении, был осуждён, отбывал ссылку в Архангельской губернии. В связи с тем что семья Карбышевых была под надзором Департамента полиции, Дмитрия не приняли в Сибирский кадетский корпус на обучение за государственный счёт. Его 6 сентября 1891 года зачислили «приходящим по плате». Это усугубляло и без того нелёгкое финансовое положение семьи: мать не хотела принимать помощь своих богатых кровных родственников, поскольку считала, что они предали её старшего сына, не попытавшись взять его на поруки (хотя фактически те и не имели такой возможности из-за собственной неблагонадёжности, вскрывшейся после захвата полицией переписки Владимира, а также из опасений повредить своему бизнесу, предприняв заведомо обречённую на неудачу попытку взять арестованного на поруки). Как бы то ни было, Дмитрий Карбышев регулярно посещал занятия, стал отличником и через два года был зачислен полноправным кадетом. Сибирский кадетский корпус окончил в 1898 году с отличием, первым среди выпускников, и был рекомендован для поступления в Павловское училище, Михайловское артиллерийское училище или Николаевское инженерное училище. Сам Дмитрий хотел поступить в Академию художеств или в Институт гражданских инженеров, но у семьи не было средств. Помощь родственников они по-прежнему не принимали, а вдовьей пенсии матери едва хватало на расходы по дому. Семейный совет решил, что Дмитрий пойдёт по стопам отца, станет военным, причём по инженерной профессии.
В 1898 году был принят в Николаевское инженерное училище. По результатам вступительных экзаменов оказался 78-м из 94, а по выпускным экзаменам — уже 9-м. В 1900 году, по окончании училища, направлен служить в 1-й Восточно-Сибирский сапёрный батальон, начальником кабельного отделения телеграфной роты. Батальон дислоцировался в Маньчжурии, а затем в посёлке Славянка под Владивостоком. В 1903 году произведён в поручики. Отпуск 1903 года провёл в городе Нагасаки.

### Русско-японская и Первая мировая война

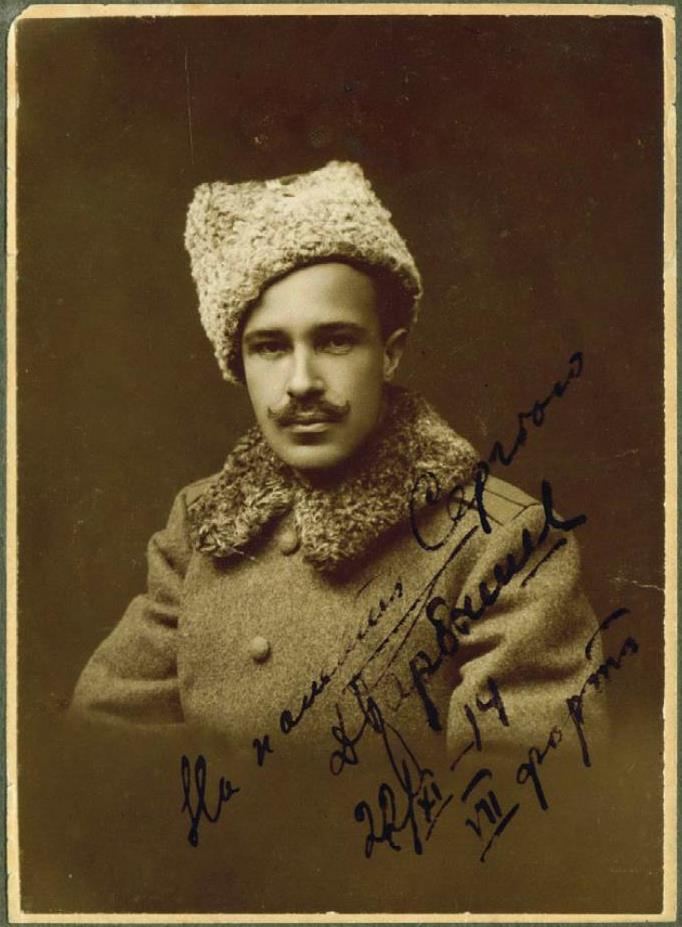
Дмитрий Карбышев в 1914 году

В ходе Русско-японской войны в составе батальона укреплял позиции, устанавливал средства связи, наводил мосты, вёл разведку боем. Совершил подвиг в сражении под Мукденом. Но первая боевая награда офицера Карбышева — орден Святого Владимира IV степени с мечами и бантами — была вручена за бой у Вафангоу. Командуя кабельным отделением 4-й телеграфной роты 1-го Восточно-Сибирского сапёрного батальона (передача сигналов с помощью гелиографических установок), он вывел из окружения 60 военнослужащих с техникой и оружием. Войну закончил с пятью боевыми орденами и тремя медалями в чине поручика.
В 1906 году по обвинению в агитации среди солдат ему грозили военно-полевой суд и расстрел, в лучшем случае — тюрьма. В связи с этим он уволился с военной службы в запас. Жил во Владивостоке, занимался чертёжной работой.
27 октября 1906 года Алиса Карловна Троянович-Пиотровская и Дмитрий Михайлович Карбышев обвенчались в Никольском храме в г. Никольске-Уссурийском.
В 1907 году вернулся на военную службу, служил во Владивостоке во вновь сформированном крепостном сапёрном батальоне, где командовал ротой. Осенью 1908 года поступил в Николаевскую военно-инженерную академию в Санкт-Петербурге.
В 1911 году с отличием окончил Николаевскую военно-инженерную академию. По распределению штабс-капитан Карбышев был направлен в 1-ю Севастопольскую крепостную минную роту, занимавшуюся тогда укреплением западных границ империи, а в октябре 1912 года был переведён в распоряжение начальника инженеров Варшавского военного округа в Брест-Литовск. На обоих должностях он был производителем работ при строительстве фортов Брестской крепости.
Участник Первой мировой войны с первого дня. Воевал в Карпатах в составе 8-й армии генерала А. А. Брусилова (Юго-Западный фронт). Был дивизионным инженером 78-й и 69-й пехотных дивизий, затем начальником инженерной службы 22-го финляндского армейского корпуса. В начале 1915 года участвовал в штурме крепости Перемышль. Был ранен в ногу. За храбрость и отвагу награждён орденом Св. Анны и произведён в подполковники (1916). В 1916 году был участником знаменитого Брусиловского прорыва. В 1917 году — производитель работ 8-й армии по укреплению позиций на границе с Румынией.

### Вступление в ряды РККА
В декабре 1917 года подполковник Д. М. Карбышев вступил в Красную гвардию в Могилёве-Подольском. В марте 1918 года с группой офицеров штаба бывшей 8-й армии с большим трудом добрался до Воронежа, где вступил в Красную армию. Участник Гражданской войны.
В апреле 1918 года Д. М. Карбышев назначается в Коллегию по обороне страны при Главном военно-техническом управлении РККА. В июле 1918 года Д. М. Карбышев назначен начальником отдельного инженерного управления Северо-Кавказского военного округа. Однако добраться до места службы не смог, был вынужден остаться в Царицыне и участвовал в его обороне, строя укрепления вокруг города. С осени 1918 года — помощник начальника 1-го военно-полевого строительства на Восточном фронте.
Весной 1919 года Д. М. Карбышев назначен главным руководителем всех оборонительных работ Восточного фронта, участвовал в строительстве Симбирского, Самарского, Саратовского, Челябинского, Златоустовского, Троицкого, Курганского укреплённых районов; обеспечивал форсирование рек Уфы и Белой, начало наступления на Сибирь, проектировал оборонительные сооружения Уральска.
С января 1920 года Д. М. Карбышев — начальник Управления военно-полевых строительств. Руководил работами по восстановлению железнодорожного моста через Иртыш в Омске, укреплял Забайкальский плацдарм.
В феврале 1920 года был назначен начальником инженеров 5-й армии Восточного фронта. Участвовал в боевых действиях в Забайкалье против войск атамана Г. М. Семёнова.
В августе 1920 года вызван М. В. Фрунзе на должность заместителя начальника инженеров Южного фронта, однако к моменту его прибытия в Харьков в октябре этого года должность уже была занята, тогда его назначили заместителем начальника инженеров фронта. Руководил строительством укреплений на Каховском плацдарме. В ноябре 1920 года руководил инженерным обеспечением штурма Чонгарских укреплений и Перекопа. В 1921—1923 годах — помощник, заместитель, а затем начальник инженеров Вооружённых сил Украины и Крыма.

### Академия имени Фрунзе, Академия Генштаба
В марте 1923—1926 годах — председатель Инженерного комитета Главного военно-инженерного управления РККА (затем должность переименована в «председатель Военно-технического комитета Военно-технического управления РККА»), одновременно преподавал инженерное дело в Военной академии РККА имени М. В. Фрунзе и в Военно-воздушной академии РККА. Доцент (1924). С 1926 года — главный руководитель по военно-инженерному делу в Военной академии РККА имени М. В. Фрунзе. В 1929 году участвовал в проектировании укреплённых районов вдоль западных рубежей Советского Союза. В феврале 1934 года назначен начальником кафедры военно-инженерного дела Военной академии Генерального штаба.
Являлся военно-техническим консультантом при создании диорамы «Взятие Ростова».
5 декабря 1935 года присвоено звание дивизионный инженер.
Панорама «Штурм Перекопа» была создана в 1934—1940 годах коллективом художников под руководством М. Б. Грекова, после его смерти — Г. К. Савицкого. В качестве консультанта был привлечён академик АХ Н. С. Самокиш. Консультантом от Главного политического управления был назначен участник штурма Перекопа генерал Д. М. Карбышев.
С 1936 года был помощником начальника кафедры тактики высших соединений по инженерным войскам Академии Генерального штаба РККА. В 1937 г. приказом наркома обороны был назначен председателем Государственной комиссии по защите дипломных проектов Военно-инженерной академии РККА. В 1938 году окончил Высшую военную академию (Военную академию Генерального штаба). 23 октября 1938 года утверждён в учёном звании профессора.
К концу 1930-х годов Дмитрий Карбышев уже считался одним из виднейших специалистов в области военно-инженерного искусства не только в Советском Союзе, но и в мире.
В 1940 году ему присвоено звание генерал-лейтенанта инженерных войск. В 1941 году — учёная степень доктора военных наук. Перед началом Великой Отечественной войны занимал должность старшего преподавателя кафедры тактики высших соединений Высшей военной академии им. К. Е. Ворошилова.
Карбышеву принадлежат наиболее полное исследование и разработка вопросов применения разрушений и заграждений. Значителен его вклад в научную разработку вопросов форсирования рек и других водных преград. Он опубликовал более 100 научных трудов по военно-инженерному искусству и военной истории. Его статьи и пособия по вопросам теории инженерного обеспечения боя и операции, тактике инженерных войск были основными материалами по подготовке командиров Красной армии в предвоенные годы.
Помимо этого, Карбышев был крупным специалистом в области строительства, эксплуатации и восстановления железных дорог, мостов, туннелей, реставрации древних крепостей и храмов, консультантом Учёного совета по реставрационным работам в Троице-Сергиевой лавре, научным руководителем и главным архитектором которых был назначен И. В. Трофимов.
6 миллионов рублей было выделено на реставрацию после экспертного заключения Д. М. Карбышева о Лавре как о крепости.

### Советско-финская война и мирный период
Участник советско-финской войны 1939—1940 годов. В составе группы заместителя начальника Главного военно-инженерного управления по оборонительному строительству вырабатывал рекомендации войскам по инженерному обеспечению прорыва линии Маннергейма.
С 1940 года — член ВКП(б).
В 1940 году осуществлял руководство фортификационными работами по усовершенствованию цитадели Брестской крепости.

### Великая Отечественная война

Памятник Д. М. Карбышеву в Москве, бульвар Генерала Карбышева.

Памятник Карбышеву в Тольятти.

Памятник Карбышеву на территории войсковой части 45767 в Каменске-Шахтинском.

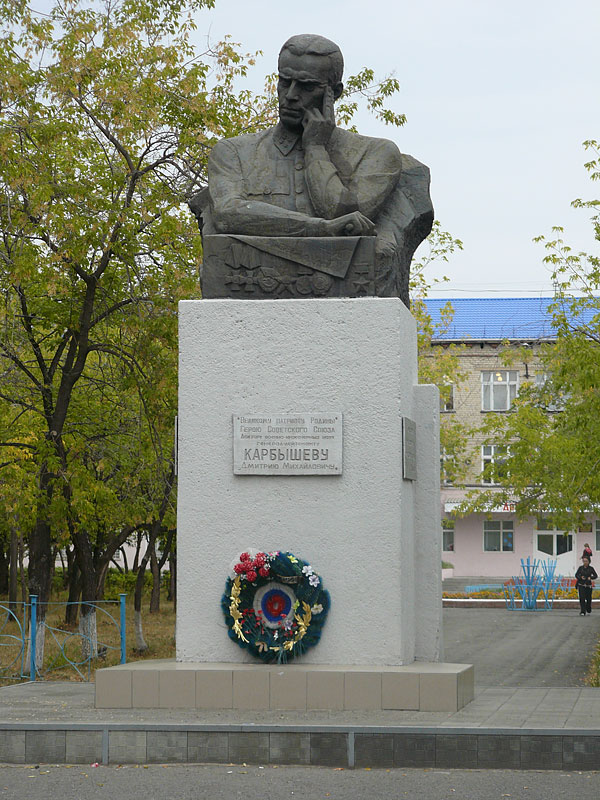
Памятник Д. М. Карбышеву в Кургане. Скульптор А. И. Козырев, архитектор Б. А. Воропай

Памятная доска на здании средней общеобразовательной школы № 92 г. Челябинска имени Карбышева

В начале июня 1941 года Д. М. Карбышев был командирован в Западный особый военный округ, где инспектировал ход строительства фортификационных сооружений 68‑го Гродненского укреплённого района. Великая Отечественная война застала его в штабе 3-й армии в Гродно. Через два дня он перешёл в штаб 10-й армии. 27 июня штаб армии оказался в окружении.
В июне 1942 года начальник штаба инженерных войск Красной армии докладывал в Главное управление формирования и укомплектования Красной армии, что Д. М. Карбышев «в середине июля 1941 года, одетый в гражданское платье, за неделю до выхода отряда Голубева (командующий 10-й армией) из окружения, ушёл из отряда в направлении на Смоленск». Подтверждаются эти сведения и показаниями командира отряда пограничников Г. К. Здорного, с которым шёл и генерал К. Д. Голубев (а не командовал им), при этом Здорный уточняет дату ухода Карбышева из отряда — 10 июля.
8 августа 1941 года при попытке выйти из окружения генерал Карбышев был тяжело контужен в бою у реки Днепр возле деревни Добрейка Могилёвской области Белорусской ССР. В тяжёлом состоянии был захвачен в плен.

### Путь по концлагерям и гибель
Карбышев содержался в лагере для военнопленных Шталаг-324 близ города Острув-Мазовецка (филиал которого был в Гродно), в тюрьме гестапо в Берлине, в лагере на пересыльном пункте РОА в Бреслау, в немецких концентрационных лагерях: Замосць, Хаммельбург, Флоссенбюрг, Майданек, Освенцим (Аушвиц), Заксенхаузен, Маутхаузен. Неоднократно от администрации лагерей получал предложения сотрудничать. По свидетельству надзиравшего за Власовым сотрудника личной охраны Власова офицера СД Хмырова-Долгорукого, гитлеровцы первоначально уговаривали не Власова, а именно Дмитрия Карбышева, православного бывшего подполковника царской армии, для которого немецкий язык был как родной, первая жена которого была немкой, занять пост командующего «Русской освободительной армией». Но гитлеровцы записали в своих архивах: «… Этот крупнейший советский фортификатор, кадровый офицер старой русской армии, человек, которому перевалило за шестьдесят лет, оказался фанатически преданным идее верности воинскому долгу и патриотизму… Карбышева можно считать безнадёжным в смысле использования у нас в качестве специалиста военно-инженерного дела». И вердикт нацистов в 1943 году после двух лет уговоров: «Направить в концлагерь Флоссенбург на каторжные работы, никаких скидок на звание и возраст». Несмотря на свой возраст, был одним из активных руководителей лагерного движения сопротивления. Он призывал не только советских, но всех военнопленных антигитлеровской коалиции помнить о своём Отечестве и не идти на сотрудничество с врагом.
Последним местом заключения стал концлагерь Маутхаузен, расположенный в коммуне Маутхаузен земельного района Перг рейхсгау Верхний Дунай Великогерманской империи (ныне округ Перг входит в федеральную землю Верхняя Австрия Австрийской Республики).
В ночь на 18 февраля 1945 года в концлагере Маутхаузен, в числе около пятисот других заключённых, после зверских пыток облит водой на морозе (температура воздуха около −12 °C) и убит. Тело Д. М. Карбышева было сожжено в печах Маутхаузена.
Как только мы вступили на территорию лагеря, немцы загнали нас в душевую, велели раздеться и пустили на нас сверху струи ледяной воды. Это продолжалось долго. Все посинели. Многие падали на пол и тут же умирали: сердце не выдерживало. Потом нам велели надеть только нижнее бельё и деревянные колодки на ноги и выгнали во двор. Генерал Карбышев стоял в группе русских товарищей недалеко от меня. Мы понимали, что доживаем последние часы. Через пару минут гестаповцы, стоявшие за нашими спинами с пожарными брандспойтами в руках, стали поливать нас потоками холодной воды. Кто пытался уклониться от струи, тех били дубинками по голове. Сотни людей падали замёрзшие или с размозжёнными черепами. Я видел, как упал и генерал Карбышев. В ту трагическую ночь в живых осталось человек семьдесят. Почему нас не прикончили, не представляю. Должно быть, устали и отложили до утра. Оказалось, что к лагерю вплотную подходили союзные войска. Немцы в панике бежали… Я прошу вас записать мои показания и переслать их в Россию. Я считаю своим священным долгом беспристрастно засвидетельствовать все, что я знаю о генерале Карбышеве. Я выполню этим свой маленький долг перед памятью большого человека", - такими словами 13 февраля 1946 года закончил свой рассказ представителю советской миссии по репатриации в Великобритании умиравший от последствий этой экзекуции в госпитале под Лондоном франко-канадский офицер.майор канадской армии Седдон де Сент-Клер, 13 февраля 1946 г.
Согласно архивам КЛ Маутхаузен, Седдон де Сент-Клер прибыл в лагерь 26 февраля 1945 года, поэтому очевидцем гибели генерала Карбышева он быть не мог.
21 февраля 1945 года я с группой в 12 человек пленных офицеров прибыл в концентрационный лагерь Маутхаузен. По прибытии в лагерь мне стало известно, что 17 февраля из общей массы пленных была выделена группа в 400 человек, куда попал и генерал-лейтенант Карбышев. Эти 400 человек были раздеты догола и оставлены стоять на улице; слабые здоровьем умерли, и их немедленно отправили в топку лагерного крематория, а остальных дубинками гнали под холодный душ. До 12 часов ночи эта экзекуция повторялась несколько раз. В 12 часов ночи во время очередной такой экзекуции товарищ Карбышев отклонился от напора холодной воды и ударом дубинки по голове был убит. Тело Карбышева сожгли в крематории лагеря.бывший военнопленный подполковник Сорокин.
Официальная версия придерживается позиции, что 18 февраля 1945 года в Маутхаузен группу пленных вместе с Карбышевым на 12-градусном морозе обливали холодной водой, после чего 64-летний генерал не выжил.

### Личная жизнь
Был женат дважды. С первой женой, Алисой Карловной Троянович (1874—1913), немецкого происхождения, познакомился во Владивостоке, где она была замужем за другим офицером. После шести лет брака с Дмитрием Михайловичем она трагически погибла в 1913 году (несчастный случай, что подтверждается её похоронами на кладбище, где самоубийц не хоронили). Похоронена в Белоруссии, Бресте, на Тришинском кладбище.
Там же, в Белоруссии, в 1916 году Дмитрий Михайлович женился на сестре милосердия Лидии Васильевне Опацкой (1891—1976), с которой он познакомился после ранения в ногу, полученного им при осаде Перемышля. Затем Л. В. Опацкая, которая доводилась сестрой поручику Опацкому, товарищу и сослуживцу Карбышева, последовала за Дмитрием Михайловичем в госпиталь в Белоруссию. В этом браке родилось трое детей — Елена (1919—2006), Татьяна (1926—2003) и Алексей (1929—1988).
Старшая дочь Елена пошла по стопам отца и стала военным инженером, за свою работу была награждена орденами и медалями. Татьяна работала экономистом, а Алексей получил степень кандидата экономических наук и заведовал кафедрой в Московском финансовом институте.

## Награды и звания
Государственные награды Российской империи:
- 02.09.1904 — орден Св. Владимира IV степени с мечами и бантом[11].
- 04.11.1904 — орден Св. Станислава III степени с бантом[11].
- 20.02.1905 — орден Св. Станислава II степени с мечами[11].
- Не ранее 27.03.1905 — орден Св. Анны IV степени для ношения на эфесе личного оружия[11].
- 02.01.1905 — орден Св. Анны III степени с мечами и бантом[11].
- 13.06.1915 — орден Св. Анны II степени с мечами[11].
- Три медали.

Советские государственные награды и звания:
- Герой Советского Союза (16.08.1946, посмертно)[11].
- Орден Ленина (16.08.1946, посмертно)[11].
- Орден Красного Знамени (28.10.1940)[11] — в связи с исполнившимся 60-летием, за заслуги в деле развития командного состава Красной Армии.
- Орден Красной Звезды (22.02.1938)[11].
- Юбилейная медаль «XX лет Рабоче-Крестьянской Красной Армии» (22.02.1938)[11].
- Д. М. Карбышев дважды награждается золотыми часами, в том числе часами с надписью: «Красному борцу Социалистической революции от ВЦИК» (1919) и от Реввоенсовета Союза ССР (1934).
- Избран почётным красноармейцем 4-го образцового сапёрного батальона как ветеран гражданской войны, оказавший особые услуги Рабоче-Крестьянской Красной Армии.
- Нагрудный знак «Участнику боёв на озере Хасан».

## Основные фортификационные проекты
- 1913 — участие в разработке проекта строительства второго кольца оборонительных укреплений Брестской крепости и его реализации
- 1917 — участие в разработке проекта укрепления позиций русских войск на границе с Румынией и его реализации
- 1919 — руководство планированием и проведением всех оборонительных работ на Восточном фронте РККА в период Гражданской войны (против войск адмирала Колчака), в частности руководство: строительством Симбирского, Самарского, Саратовского, Челябинского, Златоустовского, Троицкого, Курганского укреплённых районов РККА; обеспечением форсирования Рабоче-крестьянской Красной армией рек Уфы и Белой в ходе Уфимской операции и начала наступления войск М. В. Фрунзе на Сибирь; проектированием оборонительных сооружений Уральска
- 1920 — руководство проектно-инженерными работами по восстановлению железнодорожного моста через Иртыш в Омске, затем укреплению Забайкальского плацдарма наступающих на Дальний Восток войск Красной армии
- 1920 — руководство проектированием и строительством оборонительных укреплений на Каховском плацдарме, затем обеспечением штурма Чонгарских укреплений и Перекопа
- 1929 — основное участие в проектировании оборонительных сооружений вдоль западной границы Советского Союза
- 1940 — основное участие в обеспечении прорыва советскими войсками линии Маннергейма в период Советско-финляндской войны (1939—1940); руководство фортификационными работами по усовершенствованию цитадели Брестской крепости

## Основные научные труды
- Влияние условий борьбы на формы и принципы фортификации // Армия и революция, Харьков, 1921. — № 1, 2—3, 4—5.
- Образцовая рекогносцировка берегов р. Волги в оборонительном отношении. Исторический пример гражданской войны. Изд. ГВИУ РККА, 1922.
- Военно-инженерное дело в Мировой войне // Военный вестник, 1924. — № 28 — С. 65—72.
- Инженерная подготовка границ СССР. Кн. 1, 1924.
- Инженерная разведка // Война и революция, 1928. — № 1. — С. 86.
- Разрушения // Война и революция, 1929. — № 9. — С. 51—-67; № 10 — С. 16—37.
- Оборонительные работы при охране транспорта. 1930 г. 150 стр. Изд. Транспечати НКПС. Рекомендован Центром Управления по охране железных дорог.
- Разрушения и заграждения. Совм. с И. Киселёвым и И. Масловым. — М.: Гос. воен. изд., 1931. — 184 с.
- Оборона Порт-Артура. Изд. Военной Академии РККА. 1933.
- Разрушения и заграждения // Техника — молодёжи, 1938. — № 8. — С. 10—12.
- Инженерное обеспечение обороны СД. Изд. Военной Академии РККА им. М. В. Фрунзе, 1937.
- Инженерное обеспечение наступательной операции. Изд. Академии Генерального Штаба РККА. Пособие. 1937.
- Инженерное обеспечение оборонительной операции. Изд. Академий Генштаба РККА. Пособие. 1938.
- Инженерное обеспечение боевых действий стрелковых соединений. Ч. 1—2, 1939—1940.

## Память
- Имя Дмитрия Михайловича Карбышева в России носят две железнодорожные станции в Омске, 161[когда?] улица, проспект и площадь[54], в том числе бульвар в Москве, улицы в Санкт-Петербурге, Нижнем Новгороде, Новосибирске и других городах.
- Межрегиональное детское военно-патриотическое общественное движение «Юные карбышевцы».
- Карбышев навечно зачислен в ряды войсковой части 51171, находящейся в г. Гродно (Беларусь). До сих пор его имя звучит на каждой вечерней поверке, а в казарме сапёрного батальона стоит его койка. 24 октября 2016 года в Гродно восстановлен участок проектировавшейся им линии обороны. Он называется «Линия Карбышева»[55].
- В средней школе № 15 города Гродно находится мемориальный Народный музей Героя Советского союза Д. М. Карбышева[56][57]. В этом же городе есть улица Карбышева.
- Между Марсом и Юпитером совершает путь по околосолнечной орбите малая планета (1959) Карбышев[58].
- Гора на Сахалине названа в честь Карбышева[59].
- Имя Д. М. Карбышева носит несколько учебных заведений: ГБОУ № 354 г. Москвы, средняя школа № 2 г. Твери, средняя школа № 2, п. Первомайский, Шемонаихинский район, Восточно-Казахстанской области, Казахстан; средняя школа № 92 г. Челябинска[60], БОУ СОШ № 90 г. Омска, МБОУ СОШ № 18 г. Волжского Волгоградской области, средняя школа № 20 г. Бреста (Беларусь)[61], МБОУ СОШ № 16 г. Черногорск республики Хакасия, средняя школа № 14 г. Полевской Свердловской области, школа № 14 г. Рудного (Казахстан), киевская средняя школа № 184 и № 2, МБОУ СОШ № 7 г. Оха Сахалинской области[62], гимназия № 1 г. Кызыл Кия, Кыргызстан Баткенская область, в Калининграде СОШ № 29, в Краснокаменске Читинской области СОШ № 1, в Кургане, школа-интернат № 17 ОАО «РЖД», в Петрозаводске СОШ № 12, в Полевском СОШ № 14, в Саратове СОШ № 75, в Тюмени СОШ № 48, в Гродно СШ № 15[63], в Феодосии (Крым) СОШ № 1, в Кызыл-Кия (Кыргызстан) СОШ № 1, в Таразе (Казахстан) СШ № 16, в Рудном (Казахстан) СШ № 14, СШ № 2 в Киеве (Украина). Лицей имени Д. М. Карбышева[уточнить] (со школьным музеем Д. М. Карбышева) в Балашихе, Московская область, СШ № 81 в Ульяновске[64], Дальневосточный государственный гуманитарно-технический колледж имени Героя Советского Союза Д. М. Карбышева (ДВГГТК) во Владивостоке[65].
- Наименование «Карбышев» имеет команда по хоккею Центрального научно-исследовательского испытательного института инженерных войск России.
- Именем Дмитрия Карбышева назван международный аэропорт г. Омска[66].
- С 2018 года Центральный научно-исследовательский испытательный институт инженерных войск Минобороны России носит имя Героя Советского Союза генерал-лейтенанта инженерных войск Д. М. Карбышева[67].
- Сформированная в 2023 году Военно-инженерная академия носит имя Героя Советского Союза генерал-лейтенанта инженерных войск Д. М. Карбышева[68].
- Почётный гражданин города Гродно (15 июля 1964 года)[69].
- Мурал, посвящённый Герою Советского Союза Дмитрию Карбышеву, на здании школьного музея в Гродно[70].

### Памятники

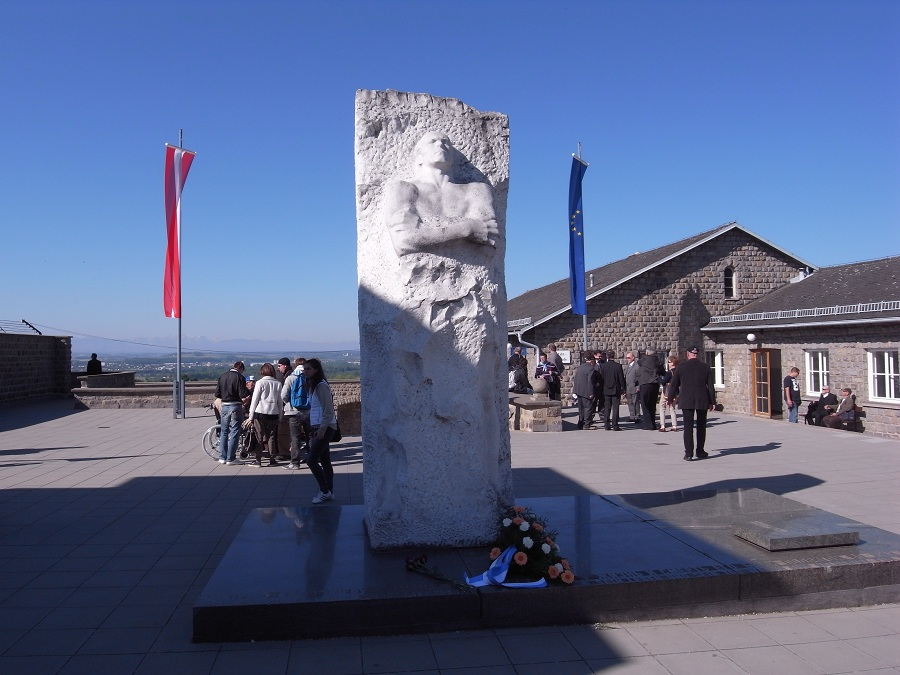
Памятник генералу Д. М. Карбышеву на территории бывшего концентрационного лагеря Маутхаузен, Австрия.

- У входа в мемориал на месте лагеря Маутхаузен[71]
- В начале бульвара Карбышева в Москве
- В Санкт-Петербурге
- Во Владивостоке
- В Казани
- В Каменске-Шахтинском
- В Первоуральске
- В Самаре
- В селе Сосновка Кормиловского района Омской области
- В Тольятти
- В Тюмени
  - Возле средней общеобразовательной школы № 48 им. Д. М. Карбышева
  - В Тюменском высшем военно-инженерном командном училище им. маршала инженерных войск А. И. Прошлякова
  - В 2019 году открыто памятное место имени Героя Советского Союза Дмитрия Карбышева, которое включает: памятник, стену памяти, аллею «Инженерные войска России», два входных пилона и аллею выпускников Тюменского высшего военно-инженерного командного училища им. маршала инженерных войск А. И. Прошлякова
- Памятник Карбышеву Д. М. (ул. Карбышева, Ульяновск)В Ульяновске

Памятник Карбышеву Д. М. (ул. Карбышева, Ульяновск)

- В Киеве возле средней общеобразовательной школы № 2 им. Д. М. Карбышева. На памятнике установлена табличка на украинском языке: «Генералу Карбышеву — юные карбышевцы». Также при входе в школу установлена мемориальная доска, где говорится, что школа носит имя Д. М. Карбышева и выгравирована медаль «Золотая Звезда».
- В Херсоне
- В Алапаевске
- В Кургане
- В октябре 2021 года памятный камень открыт в Уссурийске[72].

### Бюсты
- В Волжском

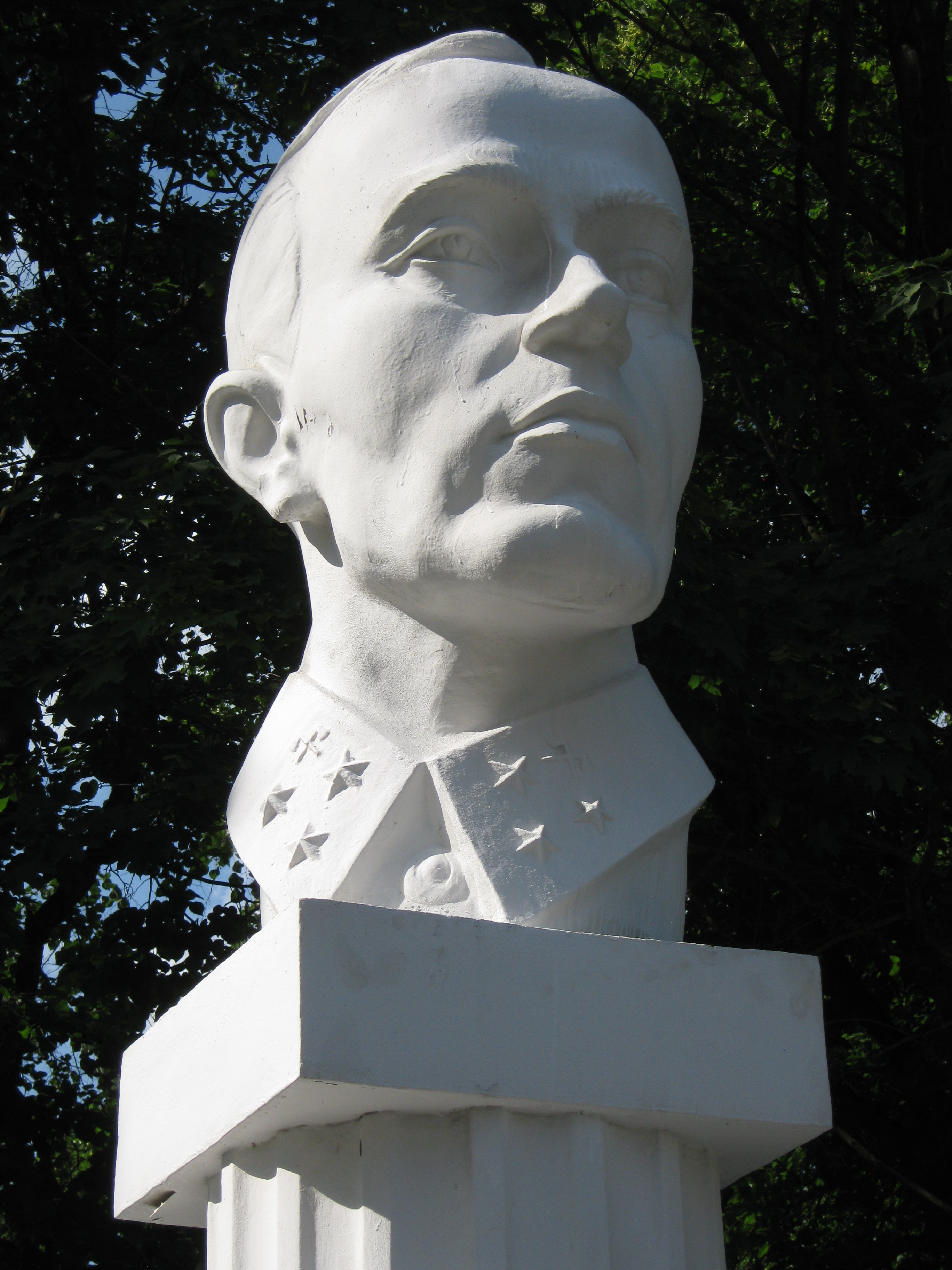
Бюст генерала Д. М. Карбышева в подмосковном посёлке Нахабино

- В Воронеже (у школы № 4, по бульвару Пионеров)[73]
- В Кургане
  - Около средней общеобразовательной школы № 36 (ул. Станционная, 44) открыт 24 мая 1974 года, скульптор: С. А. Голощапов
  - Около школы-интерната № 17 им Д. М. Карбышева ОАО «РЖД» (ул. Карбышева, 56), открыт 6 мая 1975 года, скульптор: А. И. Козырев, архитектор: Б. А. Воропай
- В Кстове, на территории 210-го межвидового регионального учебного центра инженерных войск по подготовке младших специалистов
- В Острове, на территории 47-го межвидового регионального учебного центра инженерной службы РВСН
- В посёлке Нахабино Московской области в парке его имени.
- В Омске[74][75] (два бюста: в сквере им. Карбышева и во дворе школы № 90, ул. Омская)
- В Санкт-Петербурге на территории Пушкинского высшего военного строительного училища (с 2012 года на территории Первого Пограничного кадетского корпуса ФСБ России)
- В Могилёве (Беларусь), на территории 188-й гвардейской Новгородской Краснознаменной орденов Суворова и Кутузова II степени инженерной бригады.
- В Свободный (Свердловская Область), во дворе МБОУ СШ № 25
- В Саратове во дворе школы № 75.
- В городе Гродно (Беларусь), на территории СШ № 15.
- В городе Гродно (Беларусь) на территории 557 инженерной Слуцко-Варшавской орденов Богдана Хмельницкого и Александра Невского бригады.

### Мемориальные доски

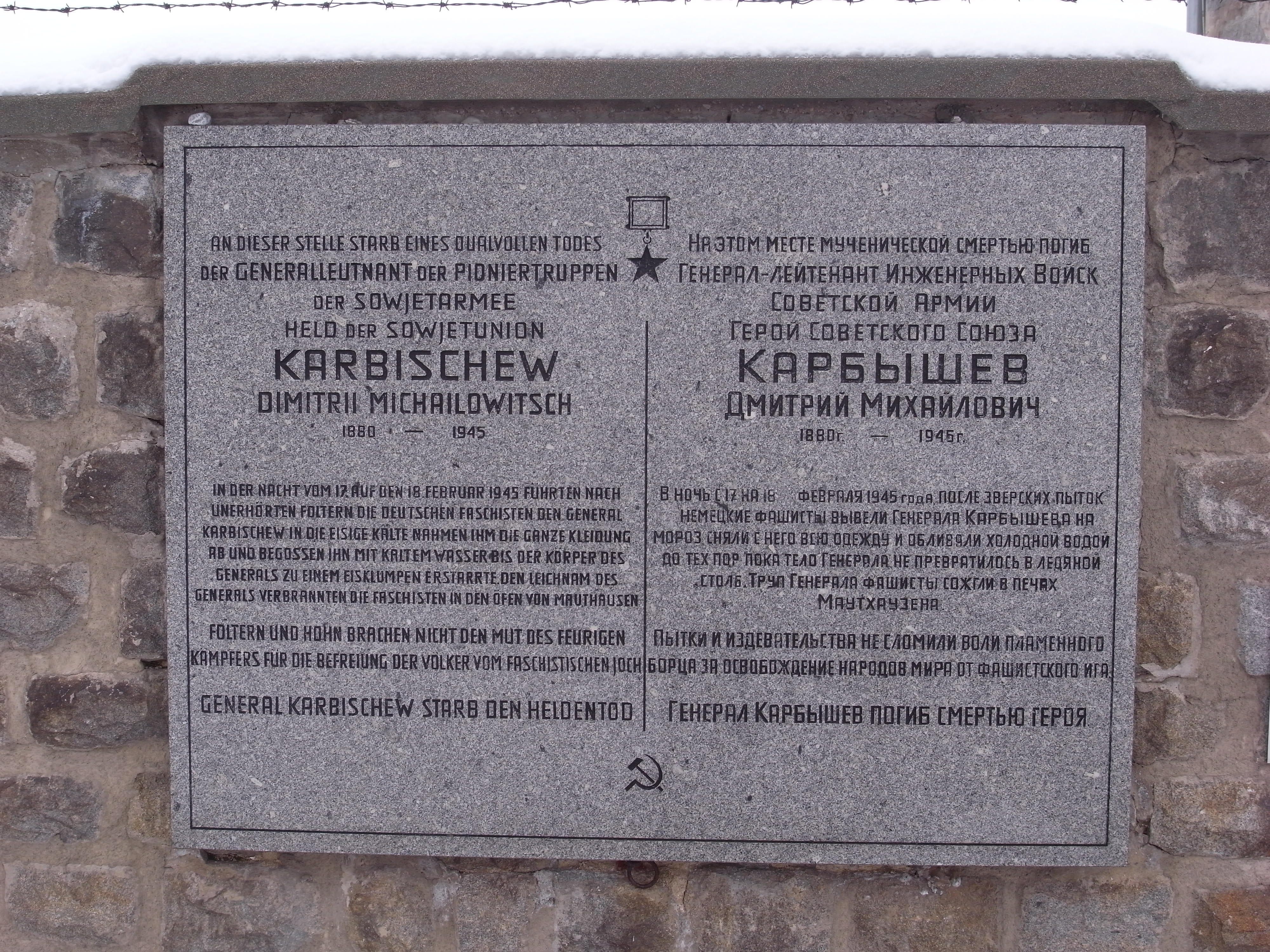
Мемориальная доска в память о гибели генерала Д. М. Карбышева, установленная на т. н. «стене плача» Маутхаузена.

Мемориальная доска генералу Д. М. Карбышеву в Москве.

- В Маутхаузене. Эта мемориальная доска установлена на месте гибели Д. М. Карбышева. Она укреплена на т. н. «стене плача» (внутренняя стена лагеря возле главных ворот, где обычно выстраивались новоприбывшие узники). Гибель генерала описана на ней на русском и немецком языках следующим образом: «В ночь с 17 на 18 февраля 1945 года после зверских пыток немецкие фашисты вывели генерала Карбышева на мороз, сняли с него всю одежду и обливали холодной водой до тех пор, пока тело генерала не превратилось в ледяной столб. Труп генерала фашисты сожгли в печах Маутхаузена. Пытки и издевательства не сломили воли пламенного борца за освобождение народов мира от фашистского ига. Генерал Карбышев погиб смертью героя»;
- В Москве, установлена на доме, где Д. М. Карбышев жил с 1923 по 1941 год (Смоленский бульвар, д. 15);
- В Кургане, ул. Карбышева, 1;
- В Харькове;
- В Могилёве-Подольском;
- В Санкт-Петербурге, ул. Карбышева, 8 и ул. Карбышева, 13 (автор Э. Х. Насибулин);
- В Ростове-на-Дону, ул. Карбышева, 2.
- В Арзамасе на здании Арзамасского филиала ННГУ им. Н. И. Лобачевского, где в 1918—1919 находился штаб Восточного фронта и где работал Д. М. Карбышев, ул. Карла Маркса, 36.

- В Коростене в честь Карбышева установлена мемориальная доска.

### Другие объекты
- В Вене имя Д. М. Карбышева носит общеобразовательная школа при Посольстве России в Австрии.
- Имя Д. М. Карбышева носят ряд школ на территории бывшего Советского Союза: в Москве № 354, в Волжском МОУ СОШ № 18, в Калининграде СОШ № 29, в Краснокаменске Читинской области СОШ № 1, в Кургане, школа-интернат № 17 ОАО «РЖД», в Петрозаводске СОШ № 12, в Полевском СОШ № 14, в Саратове СОШ № 75,в Камышине МБОУ СОШ № 14, в Твери СОШ № 2, в Тюмени СОШ № 48, в Челябинске СОШ № 92, в Гродно СОШ № 15, в Феодосии (Крым) СОШ № 1, в Кызыл-Кия (Кыргызстан) СОШ № 1, в Таразе (Казахстан) СШ № 16, в Рудном (Казахстан) СШ № 14, в Петропавловске (Казахстан) СШ № 40, СШ № 2 в Киеве (Украина).
- В Бресте имя Карбышева носит лицей швейного производства (упразднён в 2014 году), учебный центр общества ДОСААФ, СШ № 20 и одна из центральных улиц.
- В Омске именем названа техническая школа РОСТО, в омской школе № 90 Центрального округа создан музей Д. М. Карбышева и установлен его бюст.
- В Омске на здании Омского кадетского корпуса, где учился Карбышев, установлена мемориальная доска.
- В Омске в честь Д. М. Карбышева назван детский оздоровительный лагерь.
- Имя Д. М. Карбышева присвоено одному из электропоездов, работающих на Рижском направлении Московской железной дороги.
- В Москве в честь генерала названа станция Рублёво-Архангельской линии.
- В Кургане имя Д. М. Карбышева носил КЗКТ (финансовое банкротство ОАО «Русич» — Курганский завод колёсных тягачей им. Д. М. Карбышева произошло в 2011 году).
- Его имя носит двухпалубный теплоход 860 проекта на 210 человек (Обь-Иртышское речное пароходство).
- В Барыше — Парта Героя имени Карбышева

Миниатюрная копия памятника Карбышеву в Центральном музее Вооруженных Сил РФ, Москва, 2008 год.
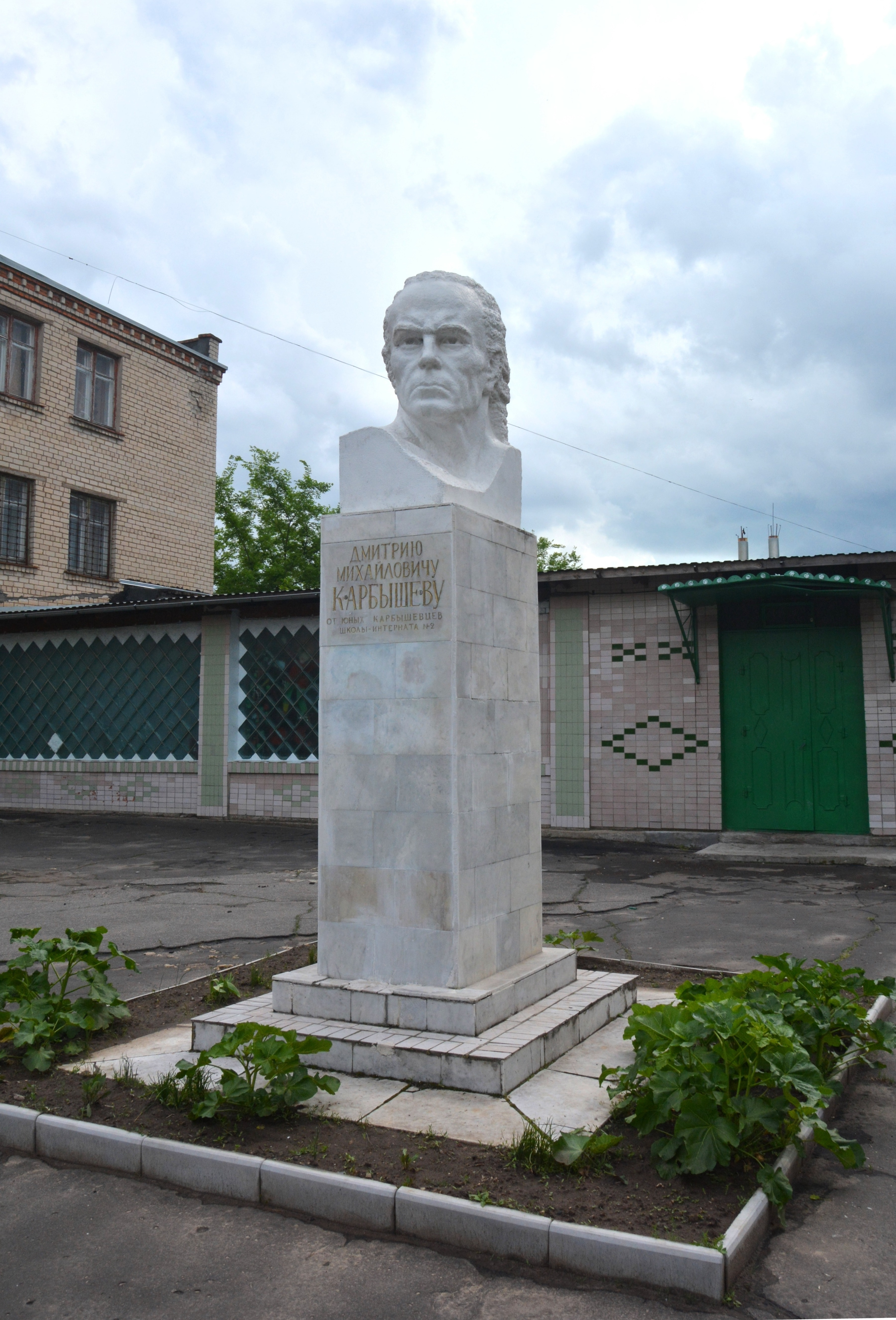
Памятник Карбышеву в Херсоне.
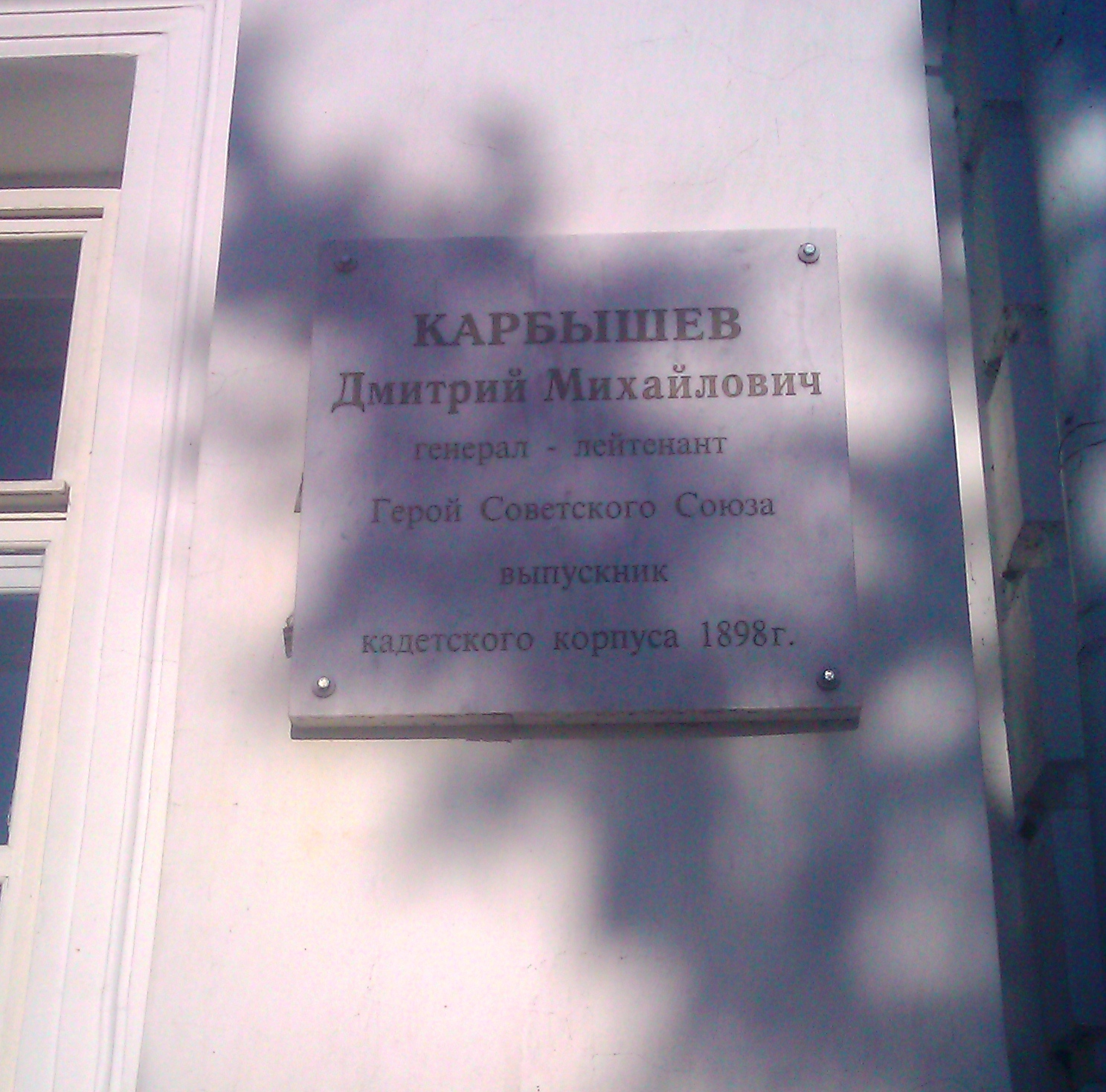
Мемориальная доска на здании Омского кадетского корпуса.
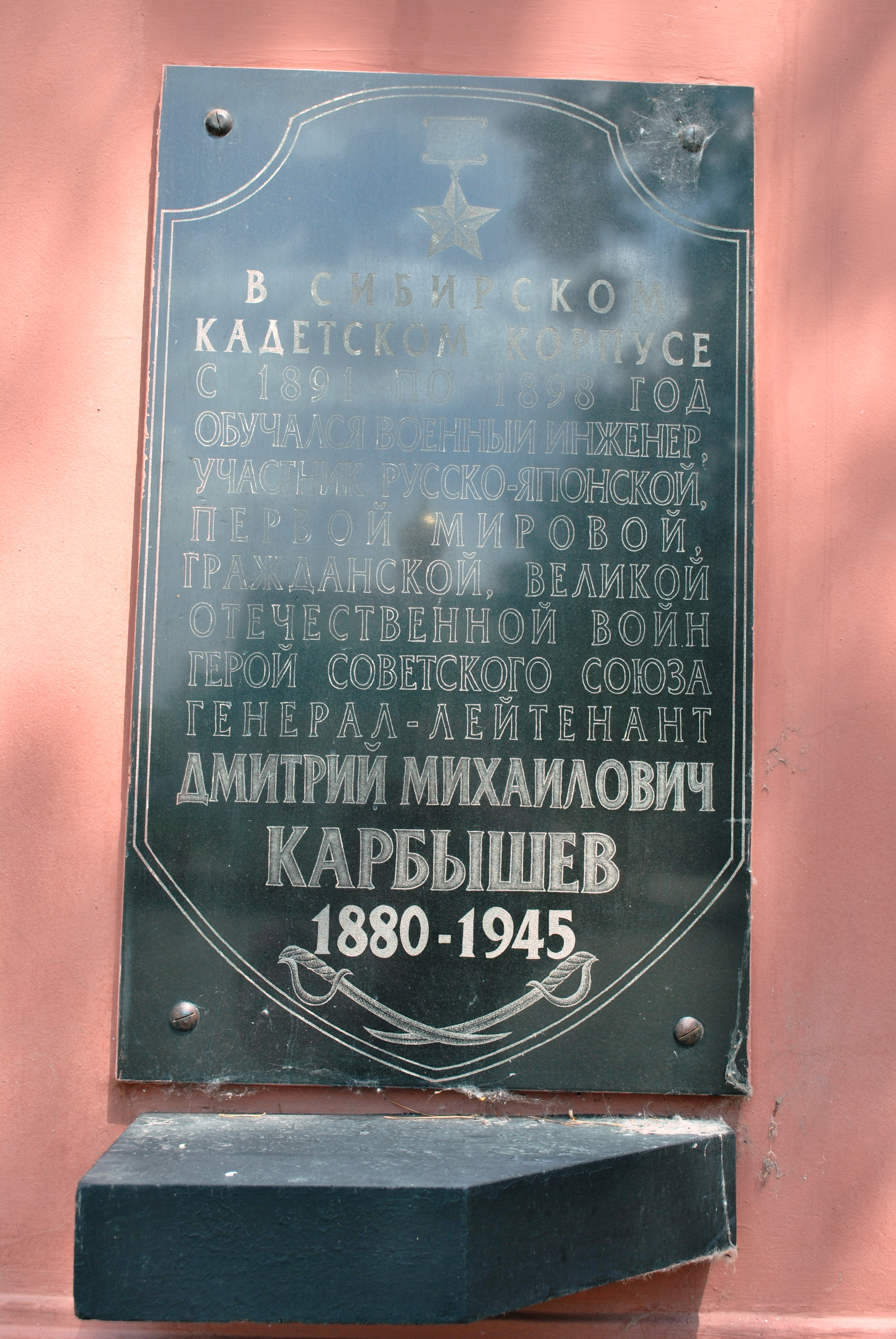
Мемориальная доска на аллее славы Омского кадетского корпуса.

### В искусстве
- Поэма С. А. Васильева «Достоинство».
- Решин Е. Г. (комиссар возглавляемого Д. М. Карбышевым полевого управления РККА в 1918 году). Генерал Карбышев. Документальная повесть. — 4-е изд., испр.- М.: ДОСААФ, 1987. — 317 с.
- Пиляр Ю. Е. Пять часов до бессмертия. О Д. М. Карбышеве. Повесть. — М.: Сов. Россия, 1974.- 208 с.
- Пиляр Ю. Е. Честь. Роман. — М.: Современник, 1987. — 432 с. (беллетризованная биография Карбышева).
- С. Н. Голубов. Снимем, товарищи, шапки. О Герое Советского Союза генерале-лейтенанте Д. М. Карбышеве. Повесть (издана в 1961; переиздания — 1965, 1974, 1985, 1989).
- Художественный фильм «Родины солдат» (Мосфильм, 1975, режиссёр Юрий Чулюкин), рассказывающий о жизни и подвиге Д. М. Карбышева (в главной роли — Владимир Седов)[77].
- 22 июня 2012 года в Омском музыкальном театре состоялась премьера героического балета «Карбышев» на музыку Д. Д. Шостаковича.
- Генерал Карбышев как исторический персонаж присутствовал в спектакле Марка Захарова «Диктатура совести», его играли Виктор Проскурин, Николай Караченцов[78].
- Биографии Д. М. Карбышева посвящён документально-художественный фильм «Несломленный» (2021).

### В филателии
Выпущены почтовая марка и почтовые конверты, посвящённые Д. М. Карбышеву.

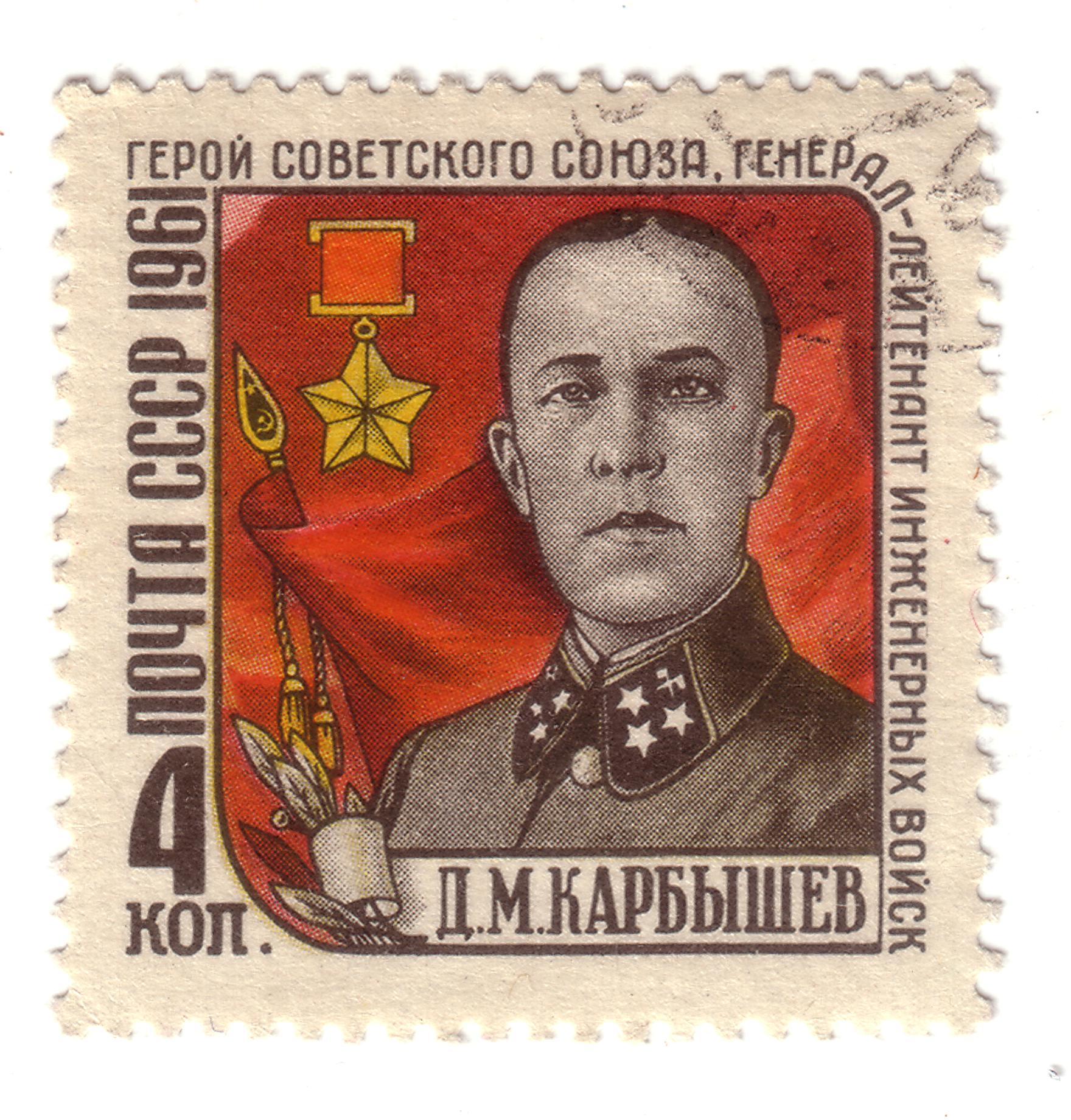
Почтовая марка СССР, посвящённая Карбышеву, 1961 год.
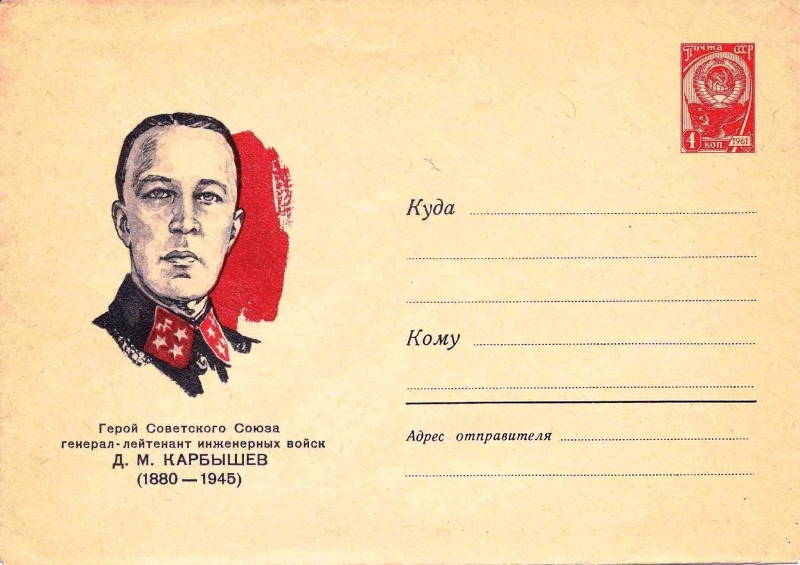
Почтовый конверт СССР, 1965 год.
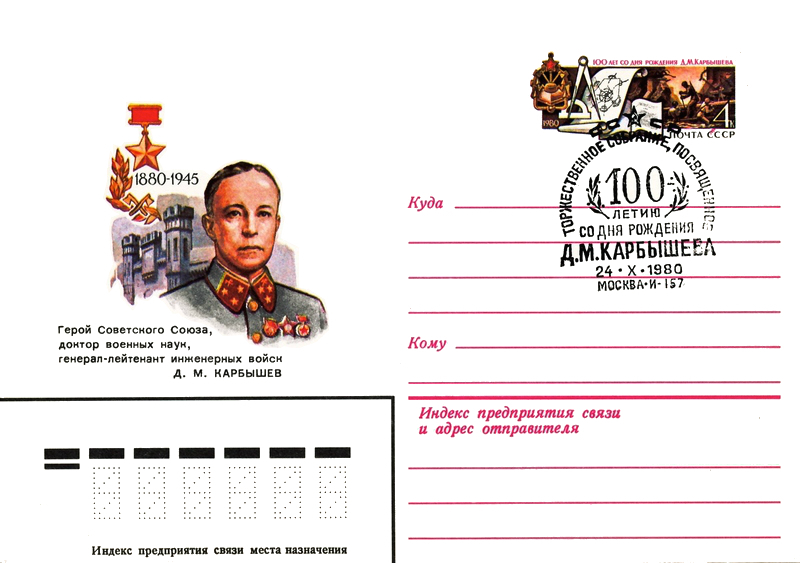
Почтовый конверт, изданный к столетию со дня рождения, 1980 год.
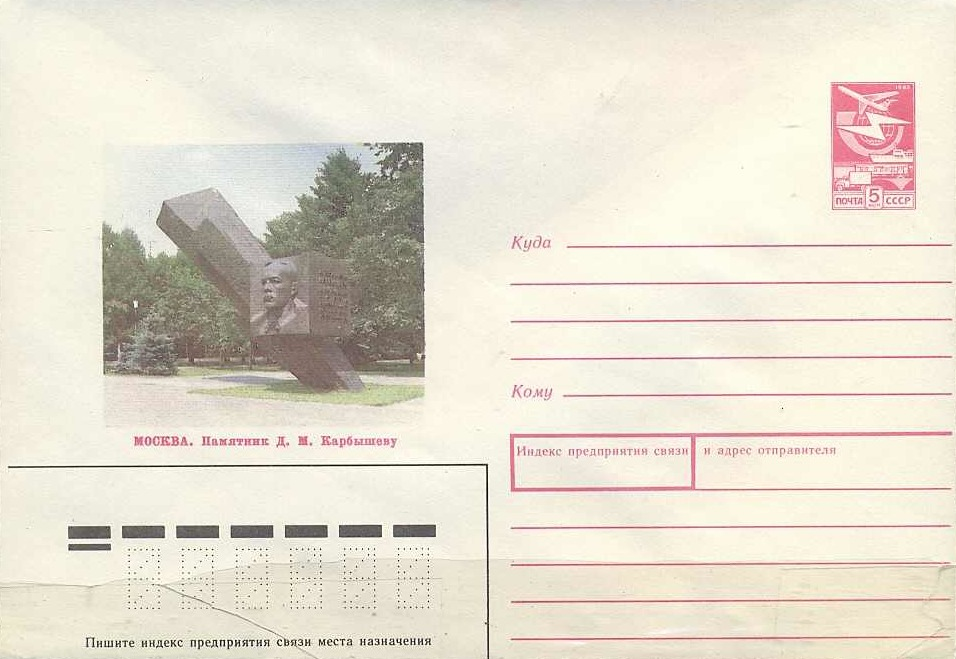
Почтовый конверт СССР, 1989 год. Памятник генералу Карбышеву (Москва).
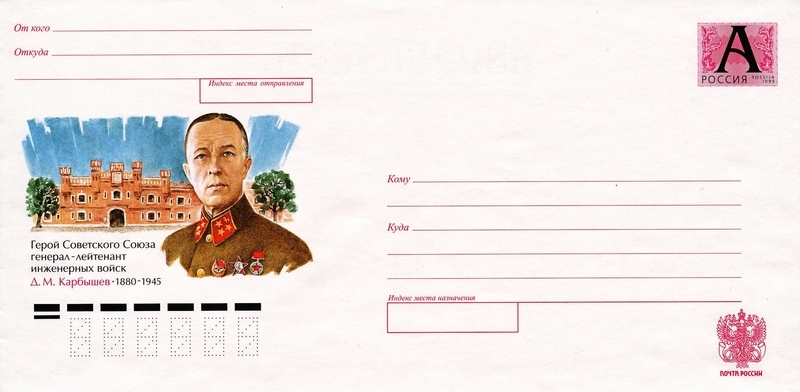
Почтовый конверт РОССИЯ, 2004 год.